# Асікаґа Такаудзі
Асікаґа Такаудзі (яп. 足利尊氏, 1305—7 червня 1358) — засновник і 1-й сьоґун сьоґунату Муроматі. Правив з 1338 по 1358 рік. Старший брат Асікаґи Тадайосі. Один з організаторів повалення Камакурського уряду, учасник руху за відновлення «прямого імператорського правління». Через розходження з імператором і політичні амбіції спричинився до розколу монаршого двору на Північну і Південну династії та заснування нового самурайського уряду у Кіото. Більшу частину життя провів у постійних війнах за об’єднання Японії під своєю владою.

## Біографія

### Молоді роки

Емблема мон роду Асікаґа.

Асікаґа Такаудзі народився 1305 року (3 року Каґен) другим сином у сім'ї Асікаґи Садаудзі (1273—1331), ґокеніна Камакурського сьоґунату, особистого васала правлячого сьоґунського дому. Оскільки старший брат Такаудзі помер у ранньому віці, молодого Асікаґу було проголошено спадкоємцем роду. Під час церемонії повноліття він узяв собі ім'я «Такаудзі» (高氏), отримавши один ієрогліф «така» (高) від імені тогочасного сіккена, реального правителя сьоґунату, Ходзьо Такатокі. У 1319 році, одружившись із Токо, донькою «рокухарського інспектора» Ходзьо Хісатокі, 15-літній Такаудзі отримав від імператорського дому високий 5 ранг і титул «начальника міністерства управління» дзібу дайсуке (治部大輔).
У 1331 році (1 році Ґенко) спалахнула «війна років Ґенко». Імператор Ґо-Дайґо вирішив повалити ненависний Камакурський сьоґунат і підняв проти нього війська у містечку Касаґі. Для придушення цього виступу самурайський уряд відправив армію на чолі з Осараґі Саданао і Асікаґою Такаудзі. Повстання було ліквідовано, а бунтівного монарха заслано на віддалені острови Окі. Новим імператором обрали Коґена. Двома роками поспіль, Такаудзі був підвищений у ранзі на одну щабель за заслуги у придушенні бунту.

### Повалення Камакурського сьоґунату
У лютому 1333 року (3 року Ґенко) екс-імператор Ґо-Дайґо зміг вислизнути з місця заслання і, прибувши до провінції Хокі, знову зібрав війська. Для їх знищення Камакурський сьоґунат вдруге вислав армію під командуванням 29-літнього Асікаґи Такаудзі. Останній, перебуваючи на підступах до столиці, отримав від екс-імператора повеління перейти на бік повсталих у святилищі Сіномура Хатіман-ґу провінції Тамба. Під гаслами «відродження роду Мінамото» та «повалення родини узурпаторів Ходзьо», Асікаґа розвернув свої сили проти сьоґунату. На ці заклики одразу ж відгукнулася місцева самурайська знать, яка вже десятки років страждала від політичного і економічного безладу. Разом із силами Акамацу Норімури і Тіґуси Тадаакі, Такаудзі знищив сьоґунатівський інститут «рокухарського інспектора» у Кіото і встановив там своє управлінське відомство. Цим вчинком він завоював неабияку популярність серед японських військовиків.
Між тим, на сході Японії також спалахнуло повстання. Нітта Йосісада, володар провінції Кодзуке, здійняв війська проти сьоґунату і, вдершись у Камакуру, знищив самурайський уряд та вирізав майже усіх членів правлячого роду Ходзьо. Амбіційний Такаудзі хотів запобігти зростанню авторитету Нітти, а тому після падіння Камакури змусив прибути його до столиці. Цим було продемонстровано могутність влади Асікаґа, якій корились навіть вельможі Східної Японії.

### Реставрація Кемму
Зі знищенням Камакурського сьоґунату розпочалась епоха прямого імператорського правління, так звана «Реставрація Кемму». Екс-імператор Ґо-Дайґо, який прибув до столиці у червні 1333 року, повернув собі монарший титул і роздав нагороди своїм поплічникам. Такаудзі, як «першого васала трону», було відзначено в особливий спосіб — його підвищили до 4 рангу, призначили «лівим командиром гвардії» (左兵衛督) та передали під його контроль чималу кількість володінь по всій Японії. Імператор дарував йому від свого особистого імені «Такахару» (尊治) ієрогліф «така» (尊), наблизивши тим самим до принців монаршої крові.
Однак усіх бажань Такаудзі виконано не було. Він хотів отримати від двору посаду «Великого сьоґуна — завойовника варварів» і стати де-юре лідером всеяпонського самурайства. Проте замість цього Такаудзі надали почесний, але формальний титул простого «сьоґуна північного уряду» (鎮守府将軍), а на «Великого сьоґуна» призначили голову столичних аристократів принца Морінаґу. Це викликало невдоволення Асікаґи. Він зберіг своє управлінське відомство у столиці і почав поступово збирати під свою руку провінційних самураїв. Стурбований такими діями принц Морінаґа доповів імператору Ґо-Дайґо, що Такаудзі готує повстання. Монарх зважив на це і, остерігаючись бунту, відсторонив останнього від участі у новостворених органах влади.
Хоча Такаудзі не дали можливості стати членом імператорського уряду, його авторитет і кількість прибічників як серед військових, так і чиновників двору, невпинно зростали. 5 січня 1334 року (1 року Кемму) він отримав високий 3 ранг, а у серпні його васали та союзники на чолі з помічником Ко Моронао очолили судові відомства країни. Через місяць Такаудзі був призначений на посаду імператорського радника, чим укріпив свої позиції при дворі. У листопаді, тиснучи на імператора, він заарештував свого головного опонента, принца Морінаґу, який організував невдалий замах на його життя. Принца було відправлено до Камакури, провінційним урядом якої фактично керував молодший брат Такаудзі, Асікаґа Тадайосі. Після поразки Морінаґи головним противником Такаудзі у центральному керівництві став самурайський лідер Нітта Йосісада.
У червні 1335 році (2 році Кемму) залишки розбитого роду Ходзьо, колишніх керманичів Камакурського сьоґунату, на чолі з Ходзьо Токіюкі підняли повстання проти діючої влади у провінції Сінано і у липні того ж року захопили Камакуру.У цій ситуації Такаудзі почав вимагати від імператора призначити його «Великим сьоґуном» і відпривати на придушення бунту. Але монарх надав цю посаду своєму сину, принцу Нарійосі, боячись посилення впливу військовиків.
Бачачи, що центральна влада ігнорує його, Такаудзі самовільно вирушив із військом на Схід країни для приборкання повсталих, проігнорувавши наказ імператора залишатись у столиці. Останній був зацікавлений у знищенні загонів Ходзьо, а тому волею-неволею змістив свого сина і призначив на пост сьоґуна Асікаґу, надавши його силам статус урядової армії. Прибувши у регіон Канто, Такаудзі об’єднався з частинами свого брата Асікаґи Тадайосі й у битві на річці Саґаміґава розбив основні підрозділи бунтівників. Ця перемога дозволила йому взяти Камакуру у серпні 1335 року. Захопивши місто, яке впродовж декількох століть було символом центральної самурайської влади, Такаудзі вирішив створити новий сьоґунат під своїм началом.

### Шлях до влади
Імператор підозрював, що новий сьоґун збирається відновити стару самурайську систему управління, яка обмежувала у правах монарха і столичну аристократію. Аби приборкати Такаудзі, Ґо-Дайґо надав йому другий чиновницький ранг за заслуги у придушенні бунтарів та вимагав негайно повернутися до Кіото. Проте, послухавшись настанов свого брата, Асікаґа залишився у Камакурі. Прагнучи стати всеяпонським лідером самураїв, він вирішив розправитися зі своїми політичними опонентами.
У листопаді 1335 року, від імені сьоґуна і господаря Камакури, Такаудзі видав заклик до усіх військовиків Японії розпочати каральний похід проти Нітти Йосісади — «головного столичного інтригана». Однак кіотський двір, членом якого був Нітта, розцінив цей крок як антиурядовий виступ. Імператор позбавив Такаудзі всіх нагород і титулів. Проти Асікаґи було вислано експедиційне військо на чолі з Кітабатаке Акіїе та Ніттою Йосісадою.
Деякий час Такаудзі був зайнятий підготовкою до війни у Камакурі, проте дізнавшись, що союзницька армія його брата Асікаґи Тадайосі зазнала поразки від наступаючих монарших сил, він виступив їм на зустріч із основним військом. У битві при Хаконе—Такеносіта імператорські війська під проводом Нітти зазнали поразки. Скориставшись ситуацією, Такаудзі стрімголов рушив на захід і у січні 1336 року (3 року Кемму) захопив Кіото. Біля священної гори Хіей він розбив сили діючого монарха Ґо-Дайґо.
Опанувавши столицю, Такаудзі змив з себе ім'я «ворога імператорського двору». Допоміг йому у цьому екс-імператор Коґен, представник родової гілки Дзімьоін, яка традиційно суперничала за трон з гілкою Дайкакудзі. Головою останньої був вигнаний діючий імператор Ґо-Дайґо.
Проте тріумф Асікаґи тривав недовго. За місяць до Кіото прибула роялістська армія з Північної Японії під командуванням Кітабатаке Акііе, яка вщент розтрощила його війська. Такаудзі був змушений тікати на захід країни. Там, завдяки підтримці екс-імператора, він знищив у битві при Татарахама місцеву опозицію і здобув популярність серед самураїв регіонів Тюґоку, Шікоку і Кюсю.
Відновивши свої сили і заручившись військовою допомогою західно-японської знаті, Асікаґа вирушив походом на Кіото. 6 травня 1336 року у битві при Мінатоґава він розбив основні частини роялістської армії на чолі з Ніттою Йосісадою і Кусунокі Масасіґе. На початку червня, остаточно ліквідувавши рештки урядових військ у столичному регіоні, Такаудзі вдруге став володарем Кіото. Наляканий імператор Ґо-Дайґо втік до монастиря Енрякудзі на горі Хіей, але згодом підписав мир. За умовами миру, він відрікався від трону і визнавав новим монархом Японії принца Ютахіро, молодшого брата екс-імператора Коґена і представника опозиційної гілки Дзімьоін. Самого Ґо-Дайґо посадили під домашній арешт.
У липні 1336 року принц Ютахіро вступив на трон під ім'ям імператора Комьо. За п'ять місяців йому були передані монарші регалії — священні дзеркало, меч і яшма, якими володів попередній правитель Ґо-Дайґо. 7 листопада 1336 року, після церемонії передачі регалій, Такаудзі проголосив 17 пунктів «Положень років Кемму» (建武式目), які стали його політичною програмою по створенню нового самурайського уряду.
Однак плани Асікаґи були зруйновані непередбаченою подією. У грудні того ж року, колишній монарх Ґо-Дайґо зміг вирватися з-під арешту і втекти до області Йосіно. Він проголосив себе «справжнім імператором», заявивши, що регалії передані місяць тому принцові Ютахіро, були підробкою.
Таким чином, з початку 1337 року у Японії стартував період існування двох династій — північної у Кіото на чолі з імператором Комьо та південної у Йосіно на чолі з імператором Ґо-Дайґо. Такаудзі пристав на сторону перших і почав готуватися до нової війни.

### На посаді сьоґуна
Основні сили роду Асікаґа були кинуті проти військового оплоту Південної династії — володаря провінції Етідзен Нітти Йосісади. У березні 1337 року (4 року Кемму) один з радників Такаудзі, Ко Мороясу, захопив на ворожій території ключову фортецю Канаґасакі. Нітта врятувався втечею, а решта оборонців замку вчинили самогубство. Принца Цунейосі було схоплено живцем, а принц Такайосі наклав на себе руки. Через п'ять місяців важких боїв загинув і сам Нітта Йосісада, який потрапив у засідку, поспішаючи на допомогу обложеним у замку Фудзісіма.
У травні 1338 року (1 року Рякуо) армія Такаудзі зустрілася з військами Південного двору під проводом ще одного впливого полководця, володаря провінції Муцу, Кітабатаке Акііе. У битві при бухті Ураїсі, неподалік міста Сакаї, сили Асікаґи здобули блискавичну перемогу, а ворожий полководець загинув.
У липні 1338 року за заслуги у поваленні «ворогів імператора» Північний двір призначив Такаудзі на посаду сей'і тайсьоґуна — «Великого сьоґуна—завойовника варварів». Цей рік прийнято вважати датою заснування сьоґунату Асікаґа 
У 1340 році, після призначення Такаудзі сьоґуном, помер його головний опонент і колишній сюзерен, керманич Південної династії імператор Ґо-Дайґо. Його заступив на троні імператор Ґо-Муракамі. Незважаючи на війну між Північним і Південним двором, Такаудзі і його брат Тадайосі виразили свою скорботу за померлим, провівши помпезну тризну у північній столиці — Кіото. Аби змити з себе тавро відступника і головного винуватця розколу імператорського дому Японії, а також довести знаті і простолюдинам країни, що Асікаґа боровся за монархію, виступаючи проти «інтриганів, які вводили в оману імператора», Такаудзі організував 100-денний поминальний молебень за покійним Ґо-Дайґо.
Крім цього для постійного вшанування монарха було зведено буддистський монастир Тенрюдзі, гроші для побудови якого були отримані завдяки торговій місії до китайської імперії Юань. Також з цією ж метою по всій провінціях країни були зведені храми Анкокудзі та пагоди Рісейто.

### Тристороння війна
На 1340 рік здавалось, що Північна династія стане єдиною повелителькою Японії. Проте між самураями Такаудзі і його брата Тадайосі спалахнули сварки. Це повернуло втрачені сили і вплив Південному двору в Йосіно. Відтоді між Такаудзі, Тадайосі і представниками Південної династії безперестанно велася тристороння боротьба за владу. Конфлікт лише розгорався з новою силою.
Ще у 1330-х роках Такаудзі діяв спільно і злагоджено зі своїм братом, ділячи з ним усі незгоди своєї турбулентної кар’єри політика. У серпні 1338 року він навіть власноручно написав прохання до богів і будд у храмі Кійомідзу, аби вони дарували його родичу Тадайосі щастя і довголіття у цьому житті. У 1340-х роках обидва допомагали один одному у будівництві мережі храмів Анкокудзі по всій Японії.
Такаудзі і Тадайосі фактично порівну ділили свої повноваження. Перший був сьоґуном і головою всіх самураїв країни, відав питаннями роздачі нагород за службу, тобто землею, а також мав право призначати протекторів сюґо (守護) у провінції. Другий займався адміністративними питаннями і тримав у своїх руках органи судової влади. Існування двох потужних угруповань та різниця у поглядах на управління країною призвели до розколу в таборі Північної династії. Брат Такаудзі, Асікаґа Тадайосі, вступив у відкрите протистояння з його головним радником, Ко Моронао.
У 1347 році (3 році Дзьова) останній підготував армію для нападу на Південний двір, але наступного року, після розбиття загонів Кусанокі Масаюкі, вирішив знищити своїми силами опозиційного брата свого сюзерена. Передбачаючи катастрофу, Такаудзі призупинив запального радника і відсторонив від справ Тадайосі, призначивши на його місце свого сина Йосіакіру, який до того часу перебував у Камакурі. Однак у результаті кадрових перестановок позиції Моронао лише посилились і він став реальним управителем країни.
Аби якось врятувати ситуацію, у 1349 році сьоґун віддав свого іншого сина Тадафую своєму братові як прийомного сина і доручив йому керування регіоном Тюґоку. Проте війська Моронао атакували Тадайуюі відіснили його до острова Кюсю.
Тадайосі втратив практично всі владні позиції і, здавалося, остаточно програв у війні з оточенням свого брата. На знак капітуляції він навіть прийняв чернечий постриг, але у жовтні 1350 року (1 року Кан'о) уклав мир з Південною династією і, заручившись її військовою підтримкою, зібрав армію для карального походу проти сил Моронао. Зі іншого боку, Асікаґа Тадафую, колишній син Такаудзі, а тепер прийомний син Тадайосі, підняв цього року війська і відвоював регіон Тюґоку.
Розцінивши дії брата як оголошення війни, сьоґун особисто очолив військо і направився ліквідовувати бунтівного Тадафую у західних областях Японії. Столиця Північного двору Кіото виявилася беззахисною і Тадайосі захопив її за повелінням імператора Південної династії Ґо-Муракамі. Син Такаудзі, Йосіакіра, який з невеликим гарнізоном перебував у столиці, був змушений тікати до провінції Тамба.

### Смута років Кан’о
Бачачи, що події розвиваються не на його користь, у лютому 1351 року (2 року Кан'о) сьоґун підписав мир зі своїм братом. Умовою договору було відсторонення Ко Моронао і Мороясу від влади та прийняння ними постригу. Однак затишшя тривало недовго. Васал Тадайосі, Уесуґі Йосінорі потайки убив двох Ко за наказом свого сюзерена. Цей інцидент остаточно розколов усіх самураїв Японії на два угруповання. Перше очолили сьоґун Асікаґа Такаудзі зі своїм сином Йосіакірою, а друге — Асікаґа Тадайосі зі своїм прийомним сином Тадафую. До конфлікту приєдналися також регіональні лідери — протектори сюго. Розпочалась загальнояпонська війна, яка тривала понад 10 років — звана смута років Кан'о.
Під час цього конфлікту Такаудзі і Йосіакіра відновили свої сили і загнали війська Тадайосі на північ від столиці, до регіону Хокуріку. Останній у пошуках нових солдатів вирушив на схід, до регіону Канто. Між тим, сьоґун тимчасово уклав перемир'я з Південною династією, визнавши свою залежність від неї, і оголосив каральну експедицію проти свого брата. Зібравши величезну армію, він ососбиство очолив її та вирушив до Східної Японії. Такаудзі переміг ворожі частини в усіх битвах і змусив капітулювати Тадайосі у січні 1352 року (1 року Бунна). Опального брата заточили у Камакурі, де він раптово помер через два місяці після арешту. Тогочасні можновладці, поговорювали, що це сьоґун отруїв його через погіршення політичної ситуації на Сході — сини Нітти Йосісади, який був забитий військами Такаудзі, підняли потужне повстання проти діючого режиму у провінціях Кодзуке і Мусасі.
Залишивши у Камакурі свого сина Асікаґу Мотоудзі, сьоґун особисто рушив проти бунтарів і за півтора року важких боїв зміг придушити цей виступ. Проте в той самий час прийомний син покійного Тадайосі, Асікаґа Тадафую, здобувши підтримку знаті Західної Японії і регіону Хокуріку, а також військ Південного двору, захопив Кіото у 1354 році (2 році Бунна). Йосіакіра, який вартував столицю був змушений відступити на схід до провінції Омі. Перегерупувавши свої сили, він атакував позиції противників у місті і вибив їх звідти. Невдовзі з Камакури до столиці повернувся сам Такаудзі. Коли у 1356 році армія Тадафую знову спробувала взяти реванш у Кіото, об’єднані загони сьоґуна і його сина розбили її вщент.
Таким чином, на 1356 рік (1 рік Енбун) угруповання Тадайосі—Тадафую практично перестало існувати. Володар провінції Едідзен, Сіба Такацуне, визнав свою залежність від сьоґунату. Проте попри ці успіхи, країну продовжували трусити міжусобиці. На півночі острові Кюсю принц Південного двору Канейосі, за підтримки місцевого роду Кікуті, захопив у 1355 році центральний порт міжнародної торгівлі Хакату й унезалежнився від центрального уряду.

### Смерть

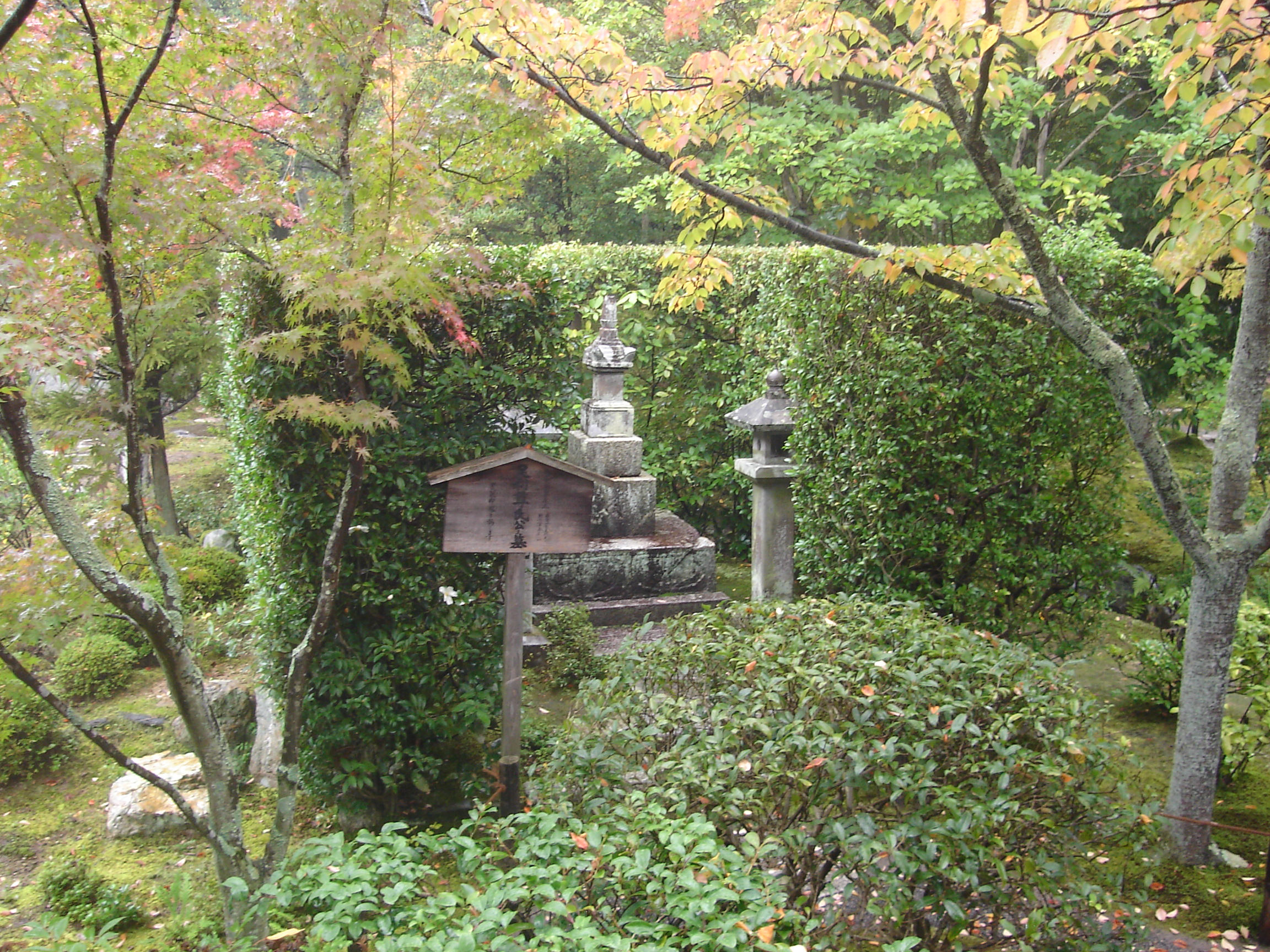
Могила Такаудзі у храмі Тодзіін

Такудзі планував розпочати похід на Кюсю, однак помер під час його підготовки 7 червня 1358 року (3 року Енбун) у своїй садибі у Кіото. В історичних джерелах того періоду повідомляють, що причиною смерті була якась злоякісна пухлина, ймовірно рак. Через два місяці Північний двір дарував Такаудзі посмертно перший нижній чиновницький ранг та посаду «лівого міністра» (左大臣). Через століття, у 1457 році, йому додатково було даровано посаду головного міністра країни дайдзьо дайдзін (太政大臣). Поховали сьоґуна у столичному храмі Тодзіїн.

## Оцінка діяльності
У японській історіографії кінця 19 століття Асікаґа Такаудзі зображувався нейтрально — як «герой своєї епохи». Проте з посиленням націоналістичних настроїв на початку 20 століття, його заклеймили як «зрадливого васала», який проміняв вірність сюзеренам — роду Ходзьо і імператору Ґо-дайґо — на свої «шкурні політичні інтереси». Аж до кінця другої світової війни, Такаудзі був негативним персонажем, втіленням усіх потворних рис японського державця. З постанням у Японії незалежної марксистської та позитивістської історіографії після 1945 року, особу першого сьоґуна Муроматі було переосмислено. Відтепер його вважали поборником прогресу, який ліквідовував «феодальні пережитки» попередніх поколінь. У 1970-х роках Такаудзі бачився історикам навіть як «революціонер та реформатор». Наприкінці 20 століття знаменитого Асікаґу було зараховано до важливих фігур японської історії, фундаторів політичної єдності країни. Сьогодні Такаудзі є одним із кумирів японців, наряду з такими постатями як Мінамото но Йосіцуне, Кусанокі Масасіґе, Ода Нобунаґа і Токуґава Іеясу.